# No Way Out (1987)
No Way Out (Brasil: Sem Saída / Portugal: Alta Traição) é um filme estadunidense de 1987, dos gêneros ação e suspense, dirigido por Roger Donaldson. É um remake de The Big Clock (br: O Relógio V). Ambos foram baseados na história The Big Clock, escrita por Kenneth Fearing.
O filme teve locações em Annapolis, Arlington, Virgínia, Baltimore, Maryland, e Washington, DC, EUA, e Auckland, Nova Zelândia.

## Sinopse
Durante um baile inaugural, o tenente Tom Farrell encontra uma bonita mulher chamada Susan Atwell. Os dois fazem sexo numa limusine e começam um caso. A mulher é amante do Secretário de Defesa David Brice, que a mata depois de uma discussão. Tom Farrel começa a ser perseguido como suspeito, e enquanto foge, tenta provar a identidade do verdadeiro assassino.

## Dueto
Destaque da trilha sonora pro dueto:
Paul Anka And Julia Migenes - No Way Out

## Elenco
- Kevin Costner.... Tom Farrel
- Sean Young.... Susan Atwell
- Will Patton.... Scott Pritchard
- Gene Hackman.... David Brice
- George Dzundza.... Sam Hesselman
- Howard Duff.... Senador Duvall
- Jason Bernard.... Major Donovan
- Fred Thompson.... Diretor Marshall
- Iman.... Nina Beka